# Uber Files
Als Uber Files werden rund 124.000 geleakte interne Dokumenten bezeichnet, welche die Praktiken in der Lobbyarbeit des Unternehmens Uber im Zeitraum von 2013 bis 2017 aufzeigen. Die Dokumente beschreiben wie Uber bei seinen Expansionsbestrebungen systematisch Gesetze missachtete, Polizisten täuschte, Gewalt gegen Fahrer ausnutzte und Regierungen heimlich beeinflusste. Die Dokumente wurden zuerst der britischen Tageszeitung The Guardian zugespielt, die diese dann zusammen mit dem Internationalen Konsortium Investigativer Journalisten (ICIJ) analysierte.

## Enthüllungen

### Lobbyismus
Uber-Führungskräfte trafen sich mit mehreren Staatsoberhäuptern, oft unter Umgehung der für die Regulierung zuständigen Bürgermeister und Verkehrsbehörden. Dazu gehörten der französische Präsident Emmanuel Macron, US-Präsident Joe Biden, der irische Premierminister Enda Kenny, der israelische Premierminister Benjamin Netanjahu, der britische Premierminister Boris Johnson und der frühere britische Schatzkanzler George Osborne.
Im deutschsprachigen Raum sollen Versuche unternommen worden sein, Olaf Scholz während seiner Bürgermeisterschaft in Hamburg zu beeinflussen und unter anderem sollen der ehemalige Parlamentarische Geschäftsführer der FDP-Bundestagsfraktion, Otto Fricke, und Justus Haucap am Lobbyismus beteiligt gewesen sein. Letzterer habe im Auftrag des Unternehmens eine wohlwollende Studie erstellt und gegen Bezahlung in einem Zeitungsartikel beworben. Lobbycontrol bezeichnete das Vorgehen als „Musterbeispiel“ für modernen Lobbyismus.
Textnachrichten, die zwischen Macron und Uber-Mitbegründer Travis Kalanick ausgetauscht wurden, deuten darauf hin, dass Macron als Wirtschaftsminister Uber heimlich bei der Expansion in Frankreich geholfen haben könnte, wobei Macron dem Unternehmen sogar mitteilte, dass er einen geheimen Deal mit seinen Gegnern im französischen Kabinett ausgehandelt habe. Als die französische Polizei einen Dienst von Uber in Marseille verbot, soll Macron Mark MacGann, dem Cheflobbyisten von Uber in Europa, mitgeteilt haben, dass er sich persönlich mit der Angelegenheit befassen werde. Das Verbot wurde zwei Tage später aufgehoben.
George Osborne, damals britischer Schatzkanzler, wurde als „ein starker Fürsprecher“ Ubers beschrieben, der „gerne glaubte, dass er für das positive Ergebnis der TfL-Konsultation verantwortlich ist“ (Entscheidung von Transport for London, Pläne zur Verschärfung der Regulierung fallen zu lassen).
Neelie Kroes, ehemalige EU-Digitalchefin, wurde beschuldigt, Uber während ihrer 18-monatigen „Bedenkzeit“ nach ihrem Ausscheiden aus der Europäischen Kommission heimlich durch Lobbyarbeit bei niederländischen Politikern, darunter Premierminister Mark Rutte, geholfen zu haben. Während sie jegliches Fehlverhalten bestritt, sagte eine Uber-Lobbyistin zu Kollegen, dass ihre Beziehung „höchst vertraulich sei und nicht außerhalb dieser Gruppe diskutiert werden sollte“. Eine andere Nachricht besagte, dass „ihr Name niemals auf einem Dokument erscheinen sollte, weder intern noch extern“. Zugleich wurde ihr Antrag, formell für Uber zu arbeiten, vom Präsidenten der Europäischen Kommission, Jean-Claude Juncker, abgelehnt.
Uber-Führungskräfte kritisierten auch Entscheidungsträger, die sich gegen ihre Lobbyisten wehrten, und nannten Olaf Scholz (damals Bürgermeister von Hamburg) „einen echten Komiker“, weil er darauf bestand, dass Fahrer einen Mindestlohn erhielten. Manuel Valls, ehemaliger Premierminister von Frankreich, wurde privat als „Feind Nr. 1“ und als „starker“ Gegner bezeichnet. Kalanick kritisierte auch Joe Biden, den damaligen Vizepräsidenten der USA, dafür, dass er zu spät zu einem Treffen kam.
Die durchgesickerten Dokumente zeigten Versuche Ubers, sich mit führenden Medien in Europa und Indien gut zu stellen, um sich eine günstigere Behandlung durch deren Regierungen zu sichern. Ziele waren die britische Daily Mail, die französische Les Echos, die italienische La Repubblica und L’Espresso, die The Times of India, sowie Die Welt und die Bild.

### Killswitch
Bei der Durchsuchung von Uber-Büros durch die Polizei oder Aufsichtsbehörden, wurde ein „Killswitch“-System verwendet, um den Ermittlern den Zugriff auf die Datensysteme zu verwehren. Diese Technik wurde in Frankreich, den Niederlanden, Belgien, Indien, Ungarn und Rumänien angewandt. The Guardian berichtete über E-Mails die protokollieren, wie sowohl Travis Kalanick als auch den Rechtsdirektor für Europa, Zac de Kievit, IT-Mitarbeiter auffordern, den Zugriff auf bestimmte Computer zu sperren. So habe Kievit, als die französische Wettbewerbsbehörde DGCCRF die Büros von Uber in Paris durchsuchte, einen Ingenieur in Dänemark gebeten, den Zugang zu den Datensystemen aufzuheben. Ähnliche Verfahren wurden in Brüssel und Amsterdam angewandt, um den Zugriff der Polizei auf Beweise zu verhindern. In den Niederlanden wurde de Kievit wegen "Nichtbefolgung einer behördlichen Anordnung" festgenommen und zu einer Geldstrafe von 750 Euro verurteilt.
Das Unternehmen behauptet, dass die Kill-Switches nicht dazu gedacht waren, die Justiz zu behindern, sondern das geistige Eigentum, die Privatsphäre der Kunden und ein ordnungsgemäßes Verfahren zu schützen. Es seien keine Daten dauerhaft gelöscht worden und sie hätten den Behörden später zur Verfügung gestanden.

### Greyball
Durch die Verwendung eines Tools namens „Greyball“ war Uber in der Lage, ausgewählte Personen, beispielsweise die örtliche Polizei, mit einer gefälschten Version der App auszustatten, die fiktive Autos anzeigte. Dies wurde mit der Absicht entwickelt, das Gesetz zu umgehen, wenn die Praktiken des Unternehmens als illegal erachtet wurden. Greyball wurde mit dem Wissen von Führungskräften wie Kalanick und Pierre-Dimitri Gore-Coty in Ländern wie Belgien, den Niederlanden, Deutschland, Spanien und Dänemark eingesetzt. Uber gab an, dass es die Nutzung der App 2017 eingestellt habe.

### Besteuerung
Der in London ansässige Manager Fraser Robinson wurde aufgefordert, nach Amsterdam zu ziehen, um britische Steuerbehörden davon zu überzeugen, dass das Unternehmen nicht teilweise in Großbritannien geführt wird. Nach britischem Recht würde eine teilweise im Vereinigten Königreich geführte Gesellschaft, beispielsweise durch leitende Angestellte in London, dazu führen, dass ein Unternehmen im Vereinigten Königreich steuerpflichtig wird. Er weigerte sich, umzuziehen, möglicherweise aus familiären Gründen, und trat zurück.

### Passagiersicherheit
Am 5. Dezember 2014 wurde ein Fahrgast in einem Uber-Taxi in Neu-Delhi Opfer eines sexuellen Übergriffes. Daraufhin sah sich Uber gezwungen seine Dienstleistungen vorübergehend einzustellen und den Betrieb über eine indische Tochtergesellschaft fortzuführen. Darüber hinaus geriet Uber in regulatorische Konflikte mit der Reserve Bank of India und einigen Regierungsbehörden, wie dem Einkommensteueramt und Verbrauchergerichten. Infolgedessen wurde laut interner Emails von Uber ein „Kill Switch“ verwendet, um den Zugriff indischer Behörden auf Beweise zu verhindern. Uber-Manager Rob van der Woude beschrieb das System in einer E-Mail: „Was wir in Indien getan haben, war, dass das Stadtteam sich so kooperativ wie möglich einstellte und [Uber] BV die Hintergrundarbeit übernahm. Wann immer das lokale Team zur Bereitstellung von Informationen gerufen wurde, haben wir sie aus dem System ausgesperrt, was es ihnen praktisch unmöglich gemacht hat, trotz ihrer Bereitschaft, Informationen herauszugeben. Gleichzeitig haben wir die Behörden weiterhin angewiesen, stattdessen über Vertreter mit [Uber] BV zu kommunizieren.“ In einer anderen Mail sagte Allen Penn, Asien-Chef von Uber, den Mitarbeitern: „Prinzipiell halten wir hin, reagieren nicht und verneinen was der Gegenüber will. So arbeiten wir allgemein und es war auch fast immer das Beste.“ Indian Express stellte auch fest, dass in den meisten Uber-Taxis von der Regierung von Delhi vorgeschriebene Sicherheitsfunktionen wie ein Panikknopf nicht vorhanden waren oder nicht funktionierten.

### Mitarbeitersicherheit
In einem Austausch wurde Kalanick mit den Worten zitiert, dass es sich „lohnt“, Uber-Fahrer zu einem Protest in Frankreich zu schicken, trotz des Risikos von Gewalt durch wütende Taxifahrer. Als er gewarnt wurde, dass „rechtsextreme Schläger“ den Protest infiltriert hätten und „auf einen Kampf aus sind“, wurde er mit den Worten zitiert, „Gewalt garantiere den Erfolg“.
Die Washington Post berichtete, dass die Dokumente zusammen mit Interviews mit Uber-Fahrern demonstrieren, dass Uber bewusst ein System geschaffen habe, in denen Fahrer nur knapp über die Runden kommen und dadurch Anreize gesetzt werden, Routen und Fahrpläne mit hohem Sicherheitsrisiko (z. B. Gebiete mit viel Gewalttätigkeiten) zu wählen.